# Ukrzaliznycia
Ukrzaliznycia, UZ (ukr. Державна адміністрація залізничного транспорту України „Укрзалізниця”, trb. Derżawna administracija zaliznycznoho transportu Ukrajiny „Ukrzaliznycia”) – państwowe przedsiębiorstwo kolejowe na Ukrainie. Monopolista w zakresie przewozów kolejowych.

## Regionalny podział organizacyjny
W skład Kolei Ukraińskich wchodzi sześć przedsiębiorstw regionalnych:
- Kolej Doniecka (Донецька залізниця, Donećka zaliznycia),
- Kolej Lwowska (Львівська залізниця, Lwiwśka zaliznycia),
- Kolej Odeska (Одеська залізниця, Odeśka zaliznycia),
- Kolej Południowa (Південна залізниця, Piwdenna zaliznycia),
- Kolej Południowo-Zachodnia (Південно-Західна залізниця, Piwdenno-Zachidna zaliznycia),
- Kolej Naddnieprzańska (Придніпровська залізниця, Prydniprowśka zaliznycia)[1].

## Przypisy

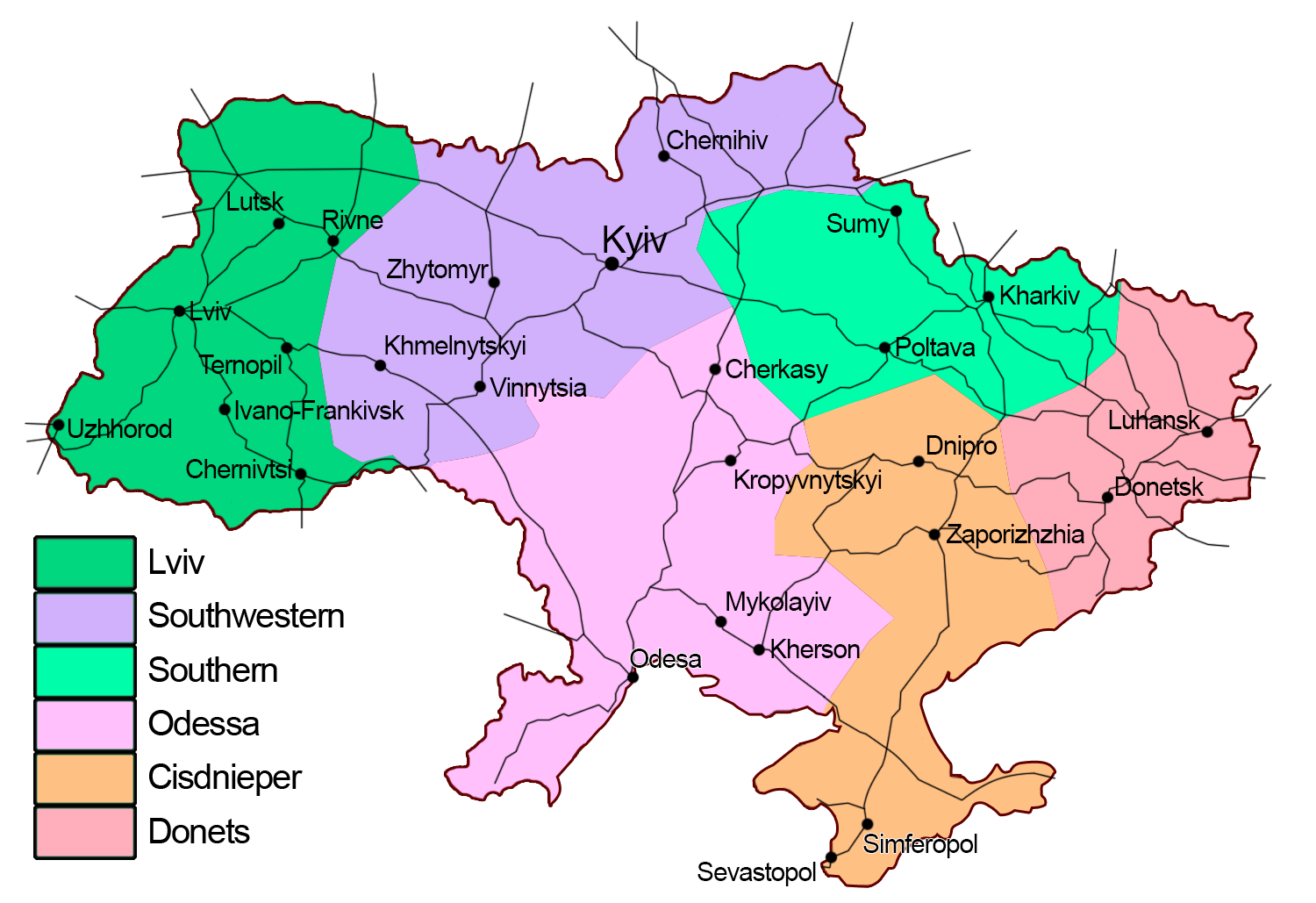
Mapa regionalnego podziału kolei ukraińskich